# Fußball in Gambia
Fußball in Gambia hat einen hohen Stellenwert; neben Leichtathleten sind es die Profi-Fußballspieler, die weltweit in unterschiedlichen Vereinsmannschaften verpflichtet sind, sowie die Nationalmannschaft des westafrikanischen Staates Gambia, die international im Sport wahrgenommen werden.

## Organisation
Die Gambia Football Association ist der Dachverband der 51 Vereine und richtet die GFA League First Division, die GFA League Second Division sowie den GFA-Cup aus. Daneben ist sie für die Gambische Fußballnationalmannschaft zuständig.
In Gambia gibt es rund 68.000 Fußballspieler, davon sind 4530 bei der FIFA registriert.
Siehe auch Liste gambischer Fußballvereine.

## Fußballnationalmannschaft
Hauptartikel Gambische Fußballnationalmannschaft
Die Fußballnationalmannschaft (genannt The Scorpions) befindet sich zurzeit in der FIFA-Weltrangliste auf Rang 126 (Stand Juli 2025) und auf kontinentaler Ebene (dem CAF) auf Rang 36. Für die Fußball-Weltmeisterschaft 2006 unterlag die Mannschaft in der ersten Qualifikationsrunde gegen die Mannschaft aus Liberia und konnte sich damit nicht weiter qualifizieren.
Das U20-Team hingegen qualifizierte sich für die Junioren-WM. Dort konnte das Team am 9. Juli 2007 durch einen 2:1(1:1)-Sieg über das portugiesische Team den Einzug in das Achtelfinale der U20-Weltmeisterschaft in Kanada perfekt machen, wo es sich allerdings Österreich mit 1:2 (0:1) geschlagen geben musste.
2005 konnte die U17-Auswahl gegen Ghana die Afrikameisterschaft für sich gewinnen. Bei der im gleichen Jahr stattfindenden U-17-Fußball-Weltmeisterschaft besiegten sie den amtierenden U17-Weltmeister, die brasilianische U17-Mannschaft, kamen aber dennoch aufgrund einer schlechteren Tordifferenz nicht ins Viertelfinale.
Der afrikanische Fußballverband hat die U20-Nationalmannschaft von 2014 bis 2016 von allen kontinentalen Wettbewerben ausgeschlossen, da mehrere Spieler ihre Altersangaben gefälscht hatten.
Die 19-jährige Torhüterin des Nationalteams der Frauen, Fatim Jawara, ist Anfang November 2016 als Bootsflüchtling im Mittelmeer ertrunken.

## Geschichte
Im Jahr 1940 begann die Geschichte des Fußballs in Gambia, der bis 1965 britischen Kolonie, mit der „Bathurst League 1940“, der ersten Meisterschaft mit sieben Teams aus Bathurst, wie die Hauptstadt Banjul zu damaliger Zeit hieß. Gestartet wurde die erste Meisterschaft unter anderem mit den Augustians Bathurst, die in den 1960er Jahren erfolgreich waren.
1952 wurde der erste Pokalwettbewerb ausgetragen. Im Finale standen sich die Gambia United den Augustians Bathurst gegenüber. Das Finalspiel, das am 5. Juli im Box Bar Stadium ausgetragen wurde, gewannen die Gambia United mit 2:1.
Für die Saison 1954/54 wurde die zweite Liga geschaffen und zu Beginn der Saison 1967/68 wurde die Anzahl der Teams in der ersten Liga auf acht erhöht.
Am 30. November 1969 wurde das erste Fußballspiel live im Radio kommentiert übertragen. Es war das Endspiel im GFA-Cup zwischen Real de Banjul Football Club und den White Phantoms.
Zu Beginn der Saison 1974/75 wurde die Anzahl der Teams in der obersten Liga auf elf erhöht, aber in der darauf folgenden Saison wurde die Anzahl der Teams wieder auf sechs zurückgenommen.
Bevor der Bau des Nationalstadions in den frühen 1980ern als Independence Stadium in Bakau erstellt wurde, wurde als Nationalstadion das Box Bar Stadium in Banjul genutzt. Das erste Spiel in dem Independence Stadium, im SS Ceesay Trophy Final, wurde am 13. November 1984 ausgetragen. Es spielten die Banjul Hawks Football Club gegen die Starlight Gunners.
In der Saison 1988/89 gab es zahlreiche finanzielle Probleme, drei Teams verließen die Liga – worauf die ganze Austragung der Meisterschaft abgebrochen wurde.
2008 wurde die Anzahl der Vereine in der GFA League First Division von zehn auf zwölf erhöht.
Wallidan Banjul, die erfolgreichste Mannschaft gelingt 2008 das Doppel des Gewinns der Meisterschaft und des Pokals als erste in der Geschichte.

## Sportstätten
In der Nähe von Banjul gibt es ein großes Stadion, das 40.000 Zuschauer fassen kann. Das 29 Millionen Euro teure Independence Stadium wurde von den Chinesen im Rahmen eines Entwicklungshilfeprojektes gebaut. Dieses Nationalstadion wird auch für kulturelle Veranstaltungen genutzt.
siehe auch Liste der Stadien in Gambia